# Псара (D98)

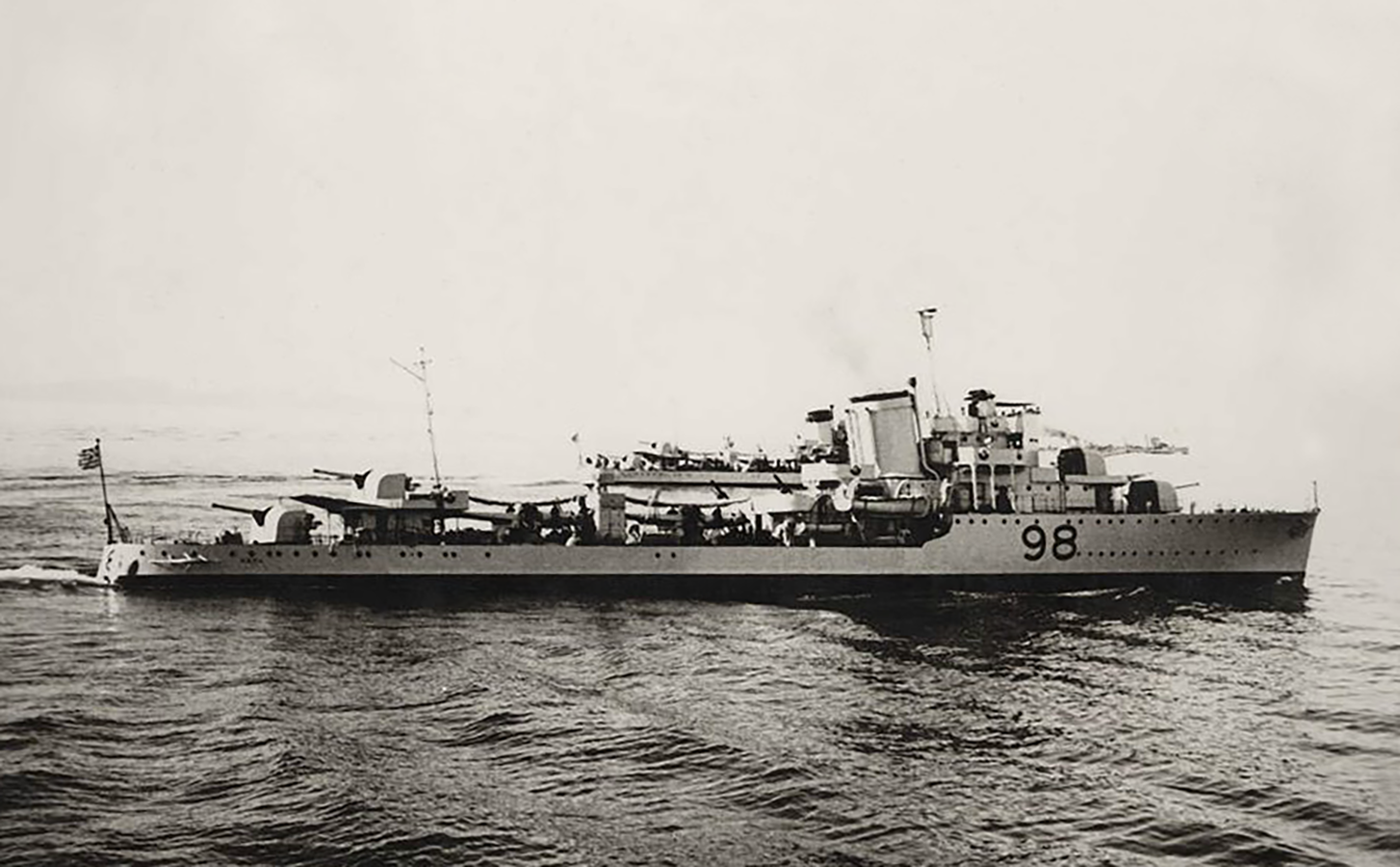
Псара (D98)

«Псара» ( грец. Αντιτορπιλικό «Ψαρά») — грецький ескадрений міноносець типу «Дардо» . Побудований за замовленням грецького уряду в 1929 - 1933 роках на верфі Odero Terni - Orland, Sestri Ponente, Італія. Як і попередник Псара (броненосець) отримав ім'я одного з трьох основних островів-оплотів грецького флоту епохи Грецької революції острова Псара. Відповідно два інших корабля серії отримали імена острова Ідра і острова Спеце. Четверте судно серії отримало ім'я командувача грецьким флотом в Балканські війни адмірала Кунтуріотіса.
Есмінець взяв участь у греко-італійській війні 1940-1941 років, супроводжуючи конвої. Есмінець також взяв участь у трьох рейдах грецького флоту в Отранто (протока) (14-15 листопада 1940 року, 15-16 грудня 1940 року, 4-5 січня 1941 року). 12 березня 1941 року в 11 милях на північний захід від мису Фалконера, під командуванням капітана П. Констаса есмінець завдав серйозних пошкоджень італійському підводному човнові. 26 березня 1941 року есмінець завдав ушкодження іншому підводному човнові в 5 милях на північний захід від острова Псара. Після вступу у війну Німеччини, яка прийшла на допомогу італійцям, есмінець був потоплений Люфтваффе у пасхальну неділю 20 квітня 1941 року, на рейді міста Мегара. При цьому загинули 37 членів екіпажу.

## Попередники
- Вітрильний корвет «Псара». Увійшов до складу флоту в 1829 році.
- Паровий канонерський човен «Псара». Увійшла до складу флоту в 1880 році
- Броненосець берегової оборони «Псара». Увійшов до складу флоту в 1890 році.

## Спадкоємці
- Псара - фрегат типу «Гідра». Увійшов до складу флоту в 1998 році.